# بيرني جونستون
بيرني جونستون هو لاعب هوكي الجليد كندي، ولد في 15 سبتمبر 1956 في تورونتو في كندا.

## وصلات خارجية
- بيرني جونستون على موقع دوري الهوكي الوطني (الإنجليزية)
- بيرني جونستون على موقع قاعة مشاهير الهوكي (لاعب أن.إتش.أل) (الإنجليزية)
- بيرني جونستون على موقع EliteProspects.com (الإنجليزية)
- بيرني جونستون على موقع HockeyDB.com (الإنجليزية)
- بيرني جونستون على موقع Hockey-Reference.com (الإنجليزية)